# Röda Byggnaden - Klippan 4

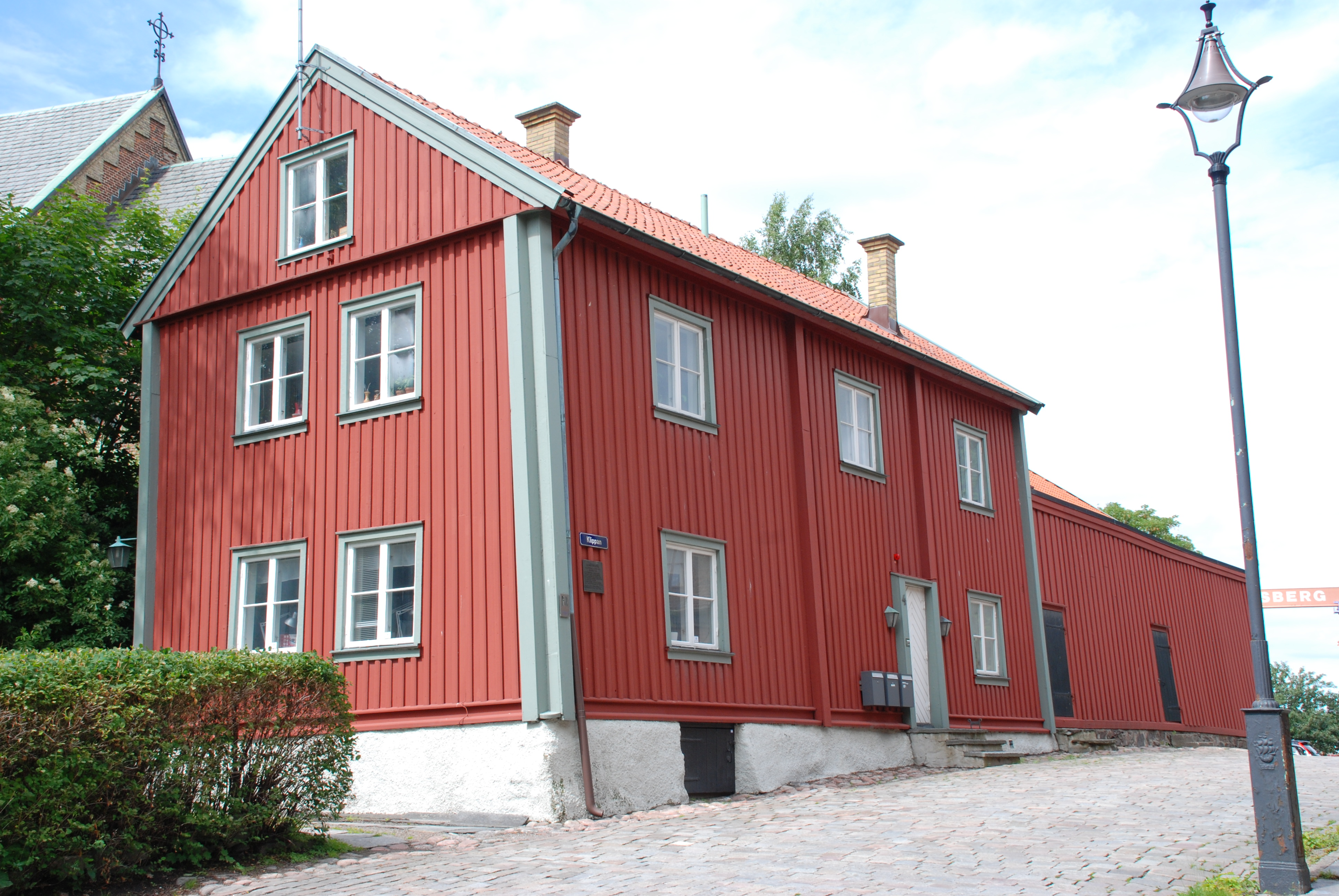
Röda Byggnaden - Klippan 4.

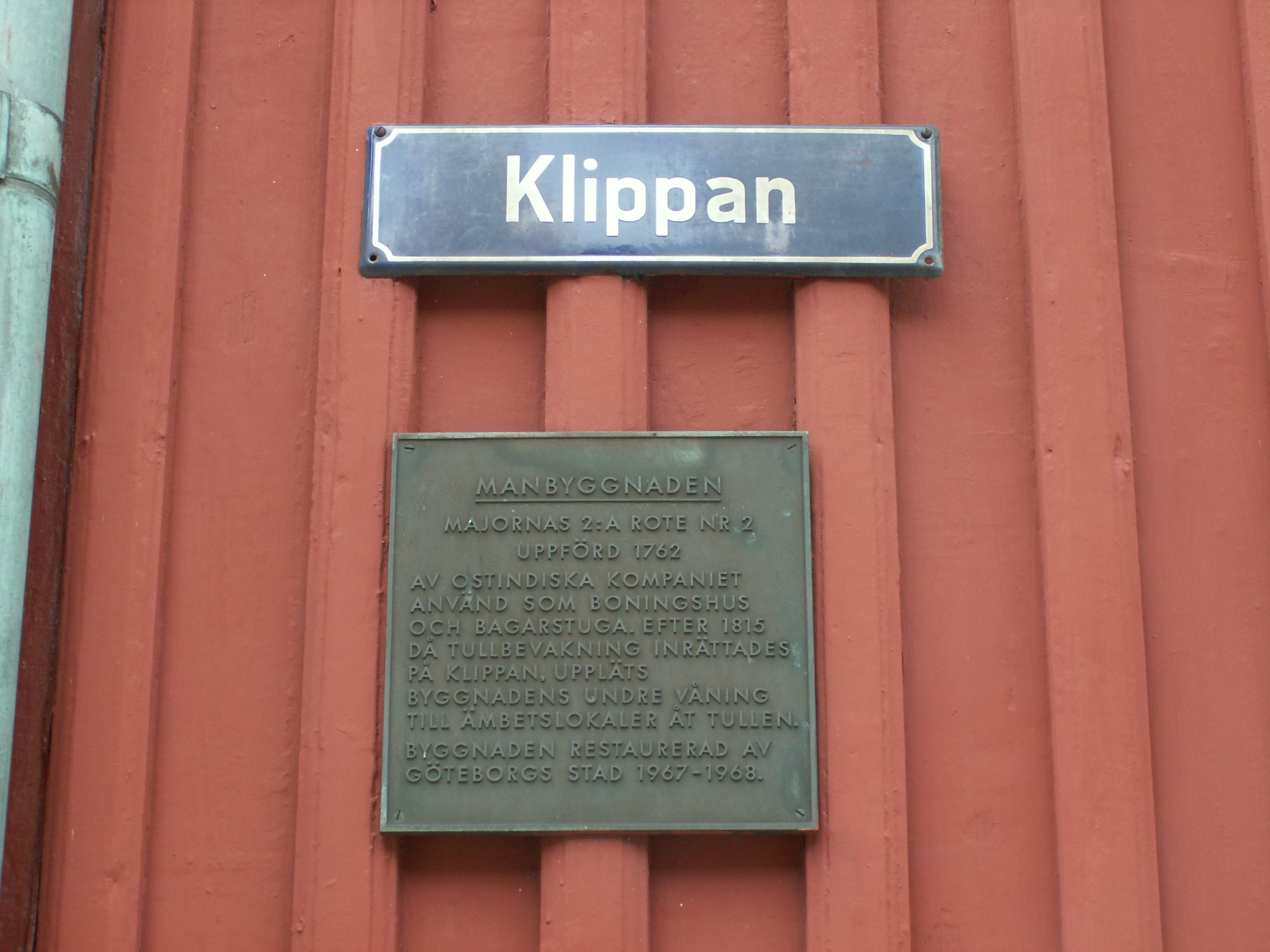
Skylten på Klippan 4 anger att byggnaden använts som boningshus och bagarstuga.

Röda Byggnaden – Klippan 4 är en byggnad i Klippans kulturreservat i stadsdelen Majorna i Göteborg, med adress Klippan 4. Byggnaden uppfördes år 1762 och är en av de äldsta i området.
Byggnaden, i två våningar och vind, uppfördes i furu- och grantimmer, var klädd med rödmålade bräder och försedd med fogstruket tegeltak. Takrännorna bestod av trä. Nedervåningen inrymde tre rum, kök, visterhus och förstuga, medan övervåningen inrymde tre boningsrum. I tre av rummen fanns tapeter med uppspänd och med limfärg målad duk, medan tre rum hade papperstapeter. I huset fanns fem potekakelugnar och en spis med stekugn.
På kopparskylten på huset anges att det använts som boningshus och bagarstuga. Uppgiften om användningen som bagarstuga kommer från en teckenförklaring på H. Hallingers karta från år 1816. Uppgiften motsägs av att på en kopia av kartan anges byggnaden som tullhus, men utan uppgift om att den tidigare varit bagarstuga. Vid renoveringen åren 1967–1968 påträffades heller ingen bakugn. En mindre bagarstuga fanns från år 1783 alldeles intill.
På Ostindiska Kompaniets tid bodde en sjökapten Palm, som ansvarade för utrustningen av kompaniets skepp, i huset. Under sina resor införskaffade han bambu, av vilket han byggde ett staket runt huset. Huset benämndes in på 1900-talet för Palmens hus.
Från år 1815 disponerades huset av tullen.
Vid renoveringen 1967–1968 visade det sig att de flesta rummen använts som förråd och inte varit tapetserade. Kakelugnarna var i dåligt skick och ersattes med tidstypiska från rivningshus i andra delar av Göteborg. Byggnaden inrymmer numera tre kontor och förvaltas av Göteborgs stads fastighetsbolag Higab.